# Euprotomus bulla
Euprotomus bulla is een slakkensoort uit de familie van de Strombidae. De wetenschappelijke naam van de soort is voor het eerst geldig gepubliceerd in 1798 door Röding.

## Voorkomen
Euprotomus bulla komt voor in het Westen van de Pacifische Oceaan. Landen waar deze soort gevonden wordt zijn onder andere: Filipijnen, Fiji, Guam, Indonesië, Zuid Japan, Papoea-Nieuw-Guinea en Noord Australië (Queensland).

## Herkennen
Euprotomus bulla zit in een complex van drie soorten:
- E. bulla
- E. aurisdianae
- E. aurora
E. bulla is te herkennen aan het ontbreken van nodules op de rug van de schelp. Wel is de schelp niet volledig glad en zijn soms lijnen te zien of te voelen. De mond is knal rood, nooit oranje.